# Rubellan
Rubellan – dawna nazwa minerału z grupy krzemianów, nadana przez Augusta Breithaupta w roku 1830. Obecnie rubellan klasyfikowany jest jako produkt przeobrażenia biotytu, a nazwa rubellan została uznana za niewłaściwą przez Międzynarodowe Stowarzyszenie Mineralogiczne.

## Charakterystyka
Zazwyczaj tworzy kryształy pseudoheksagonalne, o pokroju cienko- lub grubotabliczkowym.
Występowanie: jezioro Leacher, Eifel, Niemcy.